# Secundair koolstofatoom
Een secundair koolstofatoom is een koolstofatoom in een organische verbinding waaraan twee ander koolstofatomen gebonden zijn.
Ook waterstofatomen en substituenten die aan een secundair koolstofatoom gebonden zijn worden met secundair aangeduid:
Secundaire alkanolen kunnen via partiële oxidatie omgezet worden in ketonen, primaire en tertiaire alkanolen niet.